# کلاته خیج
کَلاته خیج یکی از شهرهای استان نیشابور در [[]] ایران است.
کلاته خیج در بخش بسطام روستای شاهرود ، حد فاصل جنگل ابر و جنگل اولنگ در نزدیکی پادگان چهلدختر قرار داد.

## جمعیت
جمعیت این شهر بر طبق سرشماری سال ۱۳۸۵، برابر با ۵٫۳۳۸ نفر بوده‌است.

## گردشگری
از جمله نقاط دیدنی کلاته‌خیج می توان به باغات ، قنات و منازل بوم گردی و  ییلاقاتی همچون اولنگ ، خوش ییلاق و زرد آبیه اشاره نمود .این شهر در شرقی ترین قسمت استان سمنان می باشد و آخرین شهر قبل از ورود به استان گلستان می باشد. 
از بزرگان و چهره های برجسته این شهر می توان به  شادروان حاج موسی عربعامری به عنوان  موسس هیئات متمرکز عزاداری و بنیانگذار حسینیه اعظم ( مرکز فعلی همایشها و مناسبتهای فرهنگی ، مذهبی  شهرستان کلاته خیج ) ، فرزند فرهیخته ایشان ، مرحوم حجه الاسلام والمسلمین  کربلایی شیخ محمد حزینی روحانی مبارز دهه های 30 و 40 ، شهید والا مقام سردار سر تیپ حاج عبدالله عرب نجفی از فرماندهان  تیپ 12 قائم آل محمد (عج) در دوران جنگ تحمیلی  و همچنین فرمانده لجستیک تیپ قائم آل محمد بعد از دفاع مقدس و همچنین استاد سید داوود میر باقری کارگردان توانا و نامی تئاتر و سینمای کشور  اشاره نمود . 
شغل مردم این سرزمین بعضا پخت انواع نان محلی ، دامداری ، کشاورزی ، پارچه بافی سنتی  ، ترابری و اشتغال در شرکت معدن زغالسنگ البرز شرقی می باشد .

## آب و هوا
این منطقه دارای آب و هوای معتدل با زمستانهای سرد و خشک و  دارای مناطق بکر و حیات وحش غنی می باشد که از آن جمله به گرگ ، کفتار  ، گربه وحشی یا سیاهگوش  ، روباه ، شغال ، خرس ، پلنگ ، تیهو ، باز و شاهین ، انواع خزندگان و افعی، جوندگان ریز جثه و چرندگانی همچون جبیر ، بز و کل اشاره نمود .
کلاته خیج در گذشته یکی از قطب‌های پارچه‌بافی بوده‌است. امروز نیز توسط پارچه‌بافان این شهر، بافت پارچه سنتی ماهوت دوباره احیا شده‌است.